# Nowy Dębiec
Nowy Dębiec – wieś w Polsce położona w województwie wielkopolskim, w powiecie kościańskim, w gminie Kościan.
Wieś położona jest na wschodnim brzegu jeziora Wonieść.
W latach 1975–1998 Nowy Dębiec administracyjnie należał do województwa leszczyńskiego.
Jedynym zabytkiem we wsi jest park podworski o powierzchni 0,47 ha z XIX lub XX wieku.
W Nowym Dębcu znajdowała się rolnicza spółdzielnia produkcyjna „Gwiazda”.
We wsi znajduje się kąpielisko i ośrodki wypoczynkowe.
Przez Nowy Dębiec przebiegają znakowane szlaki piesze:
- Śmigiel – Krzywiń
- Ziemin – Kościan – Turew – Książ Wielkopolski,

a kanałem Wonieść szlak kajakowy.